# باربارا أرينهارت
باربارا أرينهارت (بالبرتغالية: Bárbara Arenhart) مواليد 4 أكتوبر 1986 في البرازيل، هي لاعبة كرة يد برازيلية تلعب كحارس مرمى. مثلت منتخب البرازيل لكرة اليد للسيدات. شاركت في دورة الألعاب الأولمبية الصيفية سنة 2016. حققت المركز الأول في بطولة العالم لكرة اليد للسيدات 2013.

## سجل المنافسة
شاركت في البطولات التالية:
- الألعاب الأولمبية الصيفية 2016
- بطولة العالم لكرة اليد للسيدات 2013
- بطولة العالم لكرة اليد للسيدات 2015

## الميداليات
| الميدالية | المسابقة                            |
| --------- | ----------------------------------- |
| ذهبية     | بطولة العالم لكرة اليد للسيدات 2013 |
| ذهبية     | دورة الألعاب الأمريكية 2011         |
| ذهبية     | دورة الألعاب الأمريكية 2015         |

## روابط خارجية
- باربارا أرينهارت على موقع الاتحاد الدولي لكرة اليد (الإنجليزية)
- باربارا أرينهارت على موقع الاتحاد الأوروبي لكرة اليد (الإنجليزية)
- باربارا أرينهارت على موقع اللجنة الأولمبية الدولية (الإنجليزية)
- باربارا أرينهارت على موقع أوليمبيديا (الإنجليزية)
- باربارا أرينهارت على موقع اللجنة الأولمبية البرازيلية (البرتغالية)